# Öppet filformat
Ett öppet format är ett filformat för lagring av digital data, definierat av en publicerad specifikation som vanligtvis upprätthålls av en standardorganisation, och som kan användas och implementeras av vem som helst. Till exempel kan ett öppet format implementeras av både egenutvecklad och fri programvara och öppen källkodsprogramvara med hjälp av de typiska programvarulicenser som används av var och en. 
Till skillnad från öppna format betraktas slutna format som affärshemligheter. Öppna format kallas också fria filformat om de inte är behäftade av några upphovsrätt, patent, varumärken eller andra begränsningar (till exempel om de är i allmän egendom) så att någon får använda dem utan kostnader för något önskat ändamål. 